# شيتين
شيتين هي قرية تقع في إقليم أراد في رومانيا. تبعد عن أراد 47 كم.

## السكان
حسب إحصائيات 2002 بلغ عدد سكان القرية 2,996 نسمة.